# Chiesa di Sant'Orsola (Sessa)
La chiesa di Sant'Orsola è un edificio religioso rinascimentale che si trova a Tresa, nella frazione di Sessa.

## Storia
La chiesa fu costruita a partire dal 1601 e comunque entro il XVII secolo. A deciderne la realizzazione fu Ercole Bianchi de Sessa, cappellano di famiglia aristocratica, che la volle in stile tardorinascimentale. Restaurata fra il 1994 e il 1996, la chiesa - che ospita anche alcune tele cinquecentesche - ha mantenuto nel corso dei secoli il suo aspetto originario.